# Solo Anthology: The Best of Lindsey Buckingham
Solo Anthology: The Best of Lindsey Buckingham é um álbum de grandes êxitos do cantor e compositor Lindsey Buckingham, conhecido como vocalista do Fleetwood Mac, lançado em outubro de 2018.
Contendo canções de todos os álbuns solo do cantor, desde Law and Order (1981) até o mais recente Seeds We Sow (2011), o projeto também incluiu "Sleeping Around the Corner", do projeto Lindsey Buckingham Christine McVie (2017), além das canções inéditas “Hunger” e “Ride This Road”.
Maioria das canções inclusas são originais do álbum Out of the Cradle, de 1992.